# 雀巢三花
雀巢三花（英語：Nestle Carnation），是雀巢公司的旗下子品牌，出品炼乳、奶粉、果冻粉、调味饮料、调味糖浆、热可可混合物、速溶早餐、玉米片、冰淇淋和狗粮等产品。